# José Zavalía
José Luis Zavalía (n. en Santiago del Estero, el 27 de febrero de 1954) es un abogado y político argentino, perteneciente a la Unión Cívica Radical que se desempeñó como senador nacional e intendente de Santiago del Estero.

## Biografía
Es hijo de Benjamín Zavalía, quien fuera Gobernador de Santiago del Estero entre 1963 y 1966.
José Luis Zavalía realizó sus estudios primarios y secundarios en la Escuela Manuel Belgrano de Santiago del Estero y se trasladó a Córdoba (Argentina) para estudiar la carrera de abogacía en la Universidad Nacional de Córdoba de donde egresó como abogado.
Fue dos veces intendente de la Ciudad de Santiago del Estero (1987-1991; 1999-2001), Convencional Constituyente (1994), dos veces diputado nacional (1994-1997; 1997-1999), y senador nacional electo el 14/10/01 con mandato hasta el 10 de diciembre de 2007.
Zavalía  en la década del '90  ganó por estrecho margen con el 34,96 por ciento de los votos contra 34,23 de Juan Lencina, el candidato que acompañó en la lista Frente Justicialista. En su discurso siempre estuvieron presentes los ataques al menemismo. "Hay que derrocar a Menem", alcanzó a decir en uno de sus actos. Su imagen decayó cuando bajó el perfil después del santiagazo y tras algunas reuniones con Menem que estorbaron a sus seguidores. En diciembre del 93 debió afrontar una crisis total no se pagaban los sueldos de los empleados públicos desde hacía 7 meses, en caso de los hospitales municipales se adeudaban 14 salarios, mientras que la deuda de la capital había caído en moratoria y las obras públicas de la capital llevaban dos años paralizadas.En 1993, según datos de la Encuesta Permanente de Hogares del INDEC, el área urbana Santiago del Estero-La Banda tenía 305.000 habitantes, de los cuales 89.000 estaban ocupados. Del total de ocupados, el 26 %, es decir 23.140 personas, eran empleados públicos. En marzo de 1993 anuncia un plan para reducir un 73 por ciento la planta de empleados municipales. Paralelamente el descontento popular creció al conocerse el escándalo público conocido como el "caso del hospital" donde hijos de funcionarios municipales y legisladores provinciales de la UCR habían violado a una enfermera municipal logrando escapar de la provincia con complicidad policial.
En diciembre de 1993, el entonces diputado nacional Zavalía se defendió a balazos cuando un grupo de manifestante quemar su lujoso chalet ubicado en la zona sur de la capital provincial.
El 25 de febrero de 2007 un agente de la policía santiagueña denunció haber sido agredido por custodios del senador nacional radical José Luis Zavalía, el policía fue interceptado e introducido al automóvil particular de Zavalía en el que fue increpado y golpeado por motivos que se desconocen.
En 2007 siendo senador nacional José Luis Zavalía, agredió a un dirigente en la puerta de ingreso a la Dirección de Rentas de la provincia que era delegado y exdiputado nacional, que se encontraba dialogando con trabajadores de esa repartición pública, a raíz de una protesta por la informatización del cobro de rentas. Al querer ingresar en el edificio, el dirigente sindical le pidió a Zavalia que "no politizara el conflicto", a lo que el senador y ex intendente de la capital santiagueña respondió con un golpe con la rodilla en la zona genital de Romano, que cayó al piso. Entonces, fue víctima de más golpes y puntapiés por parte de Zavalía y sus custodios. durante su gestión como intendente de Santiago capital dejó a los municipales sin cobrar durante cuatro meses, por lo que estuvo marcado por protestas sociales.
José Zavalía renunció a la Intervención de la UCR en Santiago del Estero. Jaqueado por el bajo caudal electoral que obtuvo en sus presentaciones, mas el desaire que le hizo Ernesto Sanz  y la presentación de listas de candidatos a diputados nacionales de otro sector que no es el suyo, el diputado provincial y perdedor en las dos últimas elecciones a intendente de la Capital, José Zavalía, renunció a la Intervención de la UCR local y se abrió del arco opositor nacional de ese mismo partido
Su hijo José Luis Zavalía también militaria en el radicalismo, sin embargo su carrera política se truncaria cuando La justicia salteña le impuso una sentencia de poco más de 4 años, por transporte de cerca de 2 kilos de cocaína.

### Cargos públicos y políticos
Abogado del Ministerio de Trabajo de la Nación.
Abogado Asesor del Banco Nación.
Intendente de la Ciudad Capital de Santiago del Estero, 1987/1991.
Convencional Constituyente, 1994.
Diputado Nacional, 1994/1997.
Diputado Nacional, 1997/1999.
Intendente de la Ciudad Capital de Santiago del Estero, 1999/2001.
Senador Nacional desde electo el 14/10/01 con mandato desde el 10/12/01 hasta el 10/12/07.
- Senador Nacional por la Provincia de Santiago Del Estero

### Actividad partidaria
Delegado al Comité Nacional de la Unión Cívica Radical.
Vicepresidente del Partido Radical de Santiago del Estero.
Secretario del Partido Radical del Partido Radical de Santiago del Estero.
Convencional Nacional de la Unión Cívica Radical.
Presidente del Comité Provincia de Santiago del Estero, 1993/95,1997/99, 2001/03.